# Westland Lynx
A Westland Lynx egy brit fejlesztésű ikermotoros többcélú katonai helikopter, melyet a Westland Helicopters tervezett az 1960-as évek közepén. Létezett polgári változat is, azonban a katonai változatok, mind a szárazföldi, mind a tengeriek, sikeresebbek voltak. Az első teljesen műrepülés képes helikopter. 1986-ban a Lynx egy speciális változata (G-LYNX) megdöntötte a helikopteres repülés sebességi világrekordját, amit kategóriájában azóta is tart.

## Története
A Westland WG.13 prototípust a korábbi Wasp és Scout típusok leváltására tervezték a hadseregnél és a haditengerészetnél. Félmerev rotorja biztosította a jó manőverezőképességet és jó kezelhetőséget a hajófedélzeti alkalmazáshoz. A haditengerészeti Lynx-et kimondottan kis hajókról való üzemelésre tervezték.
1994-ben elkezdték a típus modernizálását, így 2004-re már 3 változata volt elérhető a Super Lynx-nek. Ez elsősorban új titánnal megerősített szénszálas rotorlapátokat jelentett. A 30–100-as, –200-as és –300-as sorozat gépei ezen felül új hajtóműveket, az utóbbiak pedig ún. üveg pilótafülkét is kapott színes LCD kijelzőkkel.

### Westland Lynx szárazföldi változatok
A brit Westland Lynx helikopter a legjobban sikerült légi harceszközök közé tartozik. Több mint 25 éve tartják szolgálatban Nagy-Britanniában és más országokban. Alkalmazása során többször korszerűsítették, aminek eredményeképp javultak a repülési jellemzői és jelentősen nőtt a harcászati értéke. Napjainkban is a világ egyik leggyorsabb és legfordulékonyabb helikoptere, ami többek közt a rotorfej és rotorlapát sajátos szerkezetének köszönhető. 2001 óta az olasz Finmeccanica SpA és a brit GKN plc között létrejött megállapodás eredményeképp, a típus jelenlegi gyártója az AgustaWestland cég.

### Sebességi rekord
A Westland Lynx egyik speciálisan átalakított változata tartja a helikopterek között a gyorsasági rekordot 1986 óta, egy 15/25 km hosszúságú mérőbázis felett (A G-LYNX jelezésű helikopter 400,87 km/h-s sebességgel). Itt érdemes megjegyezni, hogy a Lynx típus példányai voltak az első helikopterek, melyekkel a légi műrepülési gyakorlatok mindegyikét végre lehetett hajtani.

## Változatok

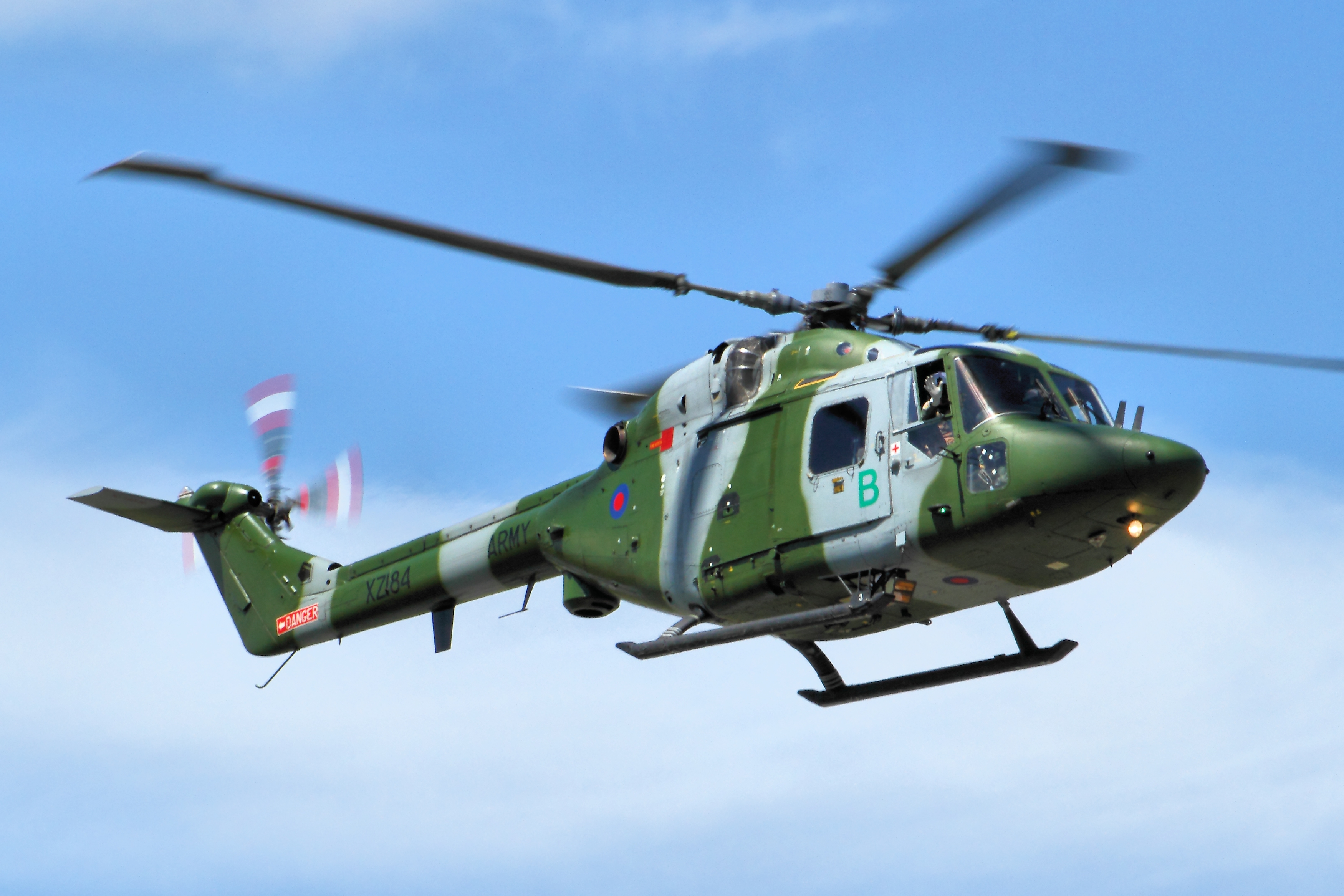
A Brit Légihadtest Lynx AH.7 helikoptere

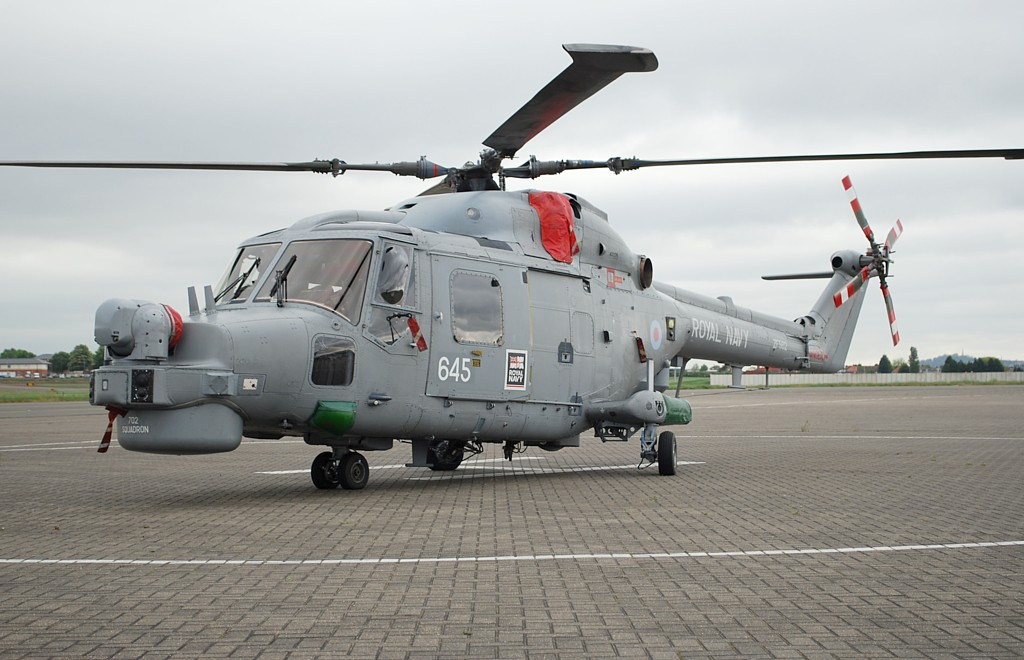
A Brit Flottalégierő HMA.8SRU gépe

| - Lynx HAS.2        | (1976) Eredeti változat, ami a Brit Királyi Haditengerészet (Brit Flottalégierő) számára készült. |
| - Lynx mk21         | (1977) A HAS.2 export változata a Brazil Haditengerészetnek, ahol az SAH-11 megjelölést kapták. |
| - Lynx AH.1         | (1977) Az első változat amely a Brit Hadseregnek készült. 113 db-ot gyártottak belőle 1977 és 1984 között. A Legtöbbet átalakították AH.7 változatra. |
| - Lynx HAS.2 (FN)   | (1977) A Francia Haditengerészet részére készült változat. |
| - Lynx Mk.23        | (1977) A HAS.2 export változata az Argentin Haditengerészetnek, 2 db-ot gyártottak. |
| - Lynx Mk.25        | (1977) A HAS.2 export változata a Holland Királyi Haditengerészetnek, ahol az UH–14A megjelölést kapták. |
| - Lynx Mk.27        | (1978) A Holland Királyi Haditengerészetnek készült második változat, ahol az UH–14B megjelölést kapták. |
| - Lynx Mk.28        | (1978) Export változat a Katari rendőrségnek, 3 db. Egyben az összes exportált harctéri változat. |
| - 30-as változat    | (1979) A Westland 30-as volt a Lynx polgári változata. Első felszállására 1979. április 10-én került sor. 40 db épült belőle. |
| - Lynx Mk.81        | (1979) A Holland Királyi Haditengerészetnek szánt harmadik változat, ahol az SH–14C megjelölést kapták. |
| - Lynx HAS.2ICE     | (1980) Öbölháborús változat. Átalakított HAS.2 változat különleges sivatagi hűtőkkel, elektronikai hadviselésre alkalmas eszközökkel és barát-ellenség felismerő (IFF) rendszerrel felszerelve. Egy sem került bevetésre, mindet átalakították HAS.3GM változatra.      |
| - Lynx HAS.3        | (1980) A HAS.3 a HAS.2 korszerűsített változata. 2013. április 1-én ünnepélyes keretek között vonták ki a brit flottalégierő (FAA) kötelékéből. 30 db épült belőle, és további 53 db HAS.2-es gépek átalakításával.                                                     |
| - Lynx Mk.80        | (1980) A HAS.3, a Dán Királyi Haditengerészet részére szállított változata, a behajtható farokrotor nélkül. |
| - Lynx Mk.86        | (1980) A Norvég Királyi Légierő által használt tengerészeti Lynx, 6 db. |
| - Lynx Mk.87        | (1981) Az Argentin Haditengerészetnek szánt, embargó alá vont változat. 1 db készült el teljesen, valamit egy sárkányszerkezet. |
| - Lynx Mk.88        | (1981) A Német Haditengerészetnek készült Sea Lynx Mk.8 változat. A fennmaradt példányokat átalakították Mk.88A típusokra. |
| - Lynx HAS.4 (FN)   | (1982) Korszerűsített HAS.2(FN) változat a Francia Haditengerészet számára, Gem 42-es hajtóművekkel. 14 db-ot gyártottak. |
| - Lynx Mk.90        | (1982) Módosított Mk.87-es változat Argentínának, melyet az embargó érintett. Később megvásárolta a Dán Haditengerészet, ahol korszerűsítették Super Lynx változatra, és a Mk.90B jelzést kapta.                                                                        |
| - Lynx Mk.89        | (1983) A HAS.3, a Nigériai Haditengerészetnek szánt változata. 3 db épült. |
| - Lynx 3            | (1984) Fejlettebb Lynx változat a Westland 30 hátsó rotorjával, Gem 60 hajtóművekkel és tricikli elrendezésű futóművekkel. Csak egy prototípus készült belőle. |
| - Lynx AH.7         | (1985) Korszerűsített változat a brit hadsereg légihadteste számára, Gem 41-1 hajtóművekkel és kompozit farokrotorral. Utolsó repülésére az AH.7-nek a légihadtest kötelékében 2015 július 31-én került sor. 12 db épült belőle, valamint 107 AH.1-esek átalakításával. |
| - Lynx AH.9         | (1986) Támadó/többcélú változat, az AH.7 (Super Lynx) fejlettebb változata, leszállótalp helyett tricikli futóművel. Később mindet átalakították AH.9A változatra. 16 db új gép épült, valamit 8-at AH.7-es változatokból alakítottak át.                               |
| - Lynx HAS.3CTS     | (1986) A HAS.3 változat korszerűsítve üveg pilótafülkével, fejlettebb avionikával. 8 bemutatómodellt alakítottak így ki, később mindet átalakították HMA.8 változatra.                                                                                                  |
| - Lynx HAS.3GM      | (1986) Öbölháborús változat, sivatagi éghajlatra felkészített hűtőrendszerrel. 15 db HAS.3-at alakítottak át. |
| - Lynx HAS.3ICE     | (1986) Arktikus változat, az HMS Endurance jégtörő és kutatóhajón való használathoz. 2 db-ot gyártottak és további 2 db-ot átalakítottak HAS.3S változatból. |
| - Lynx HAS.3S       | (1987) Kódolt jeltovábbítással (Secure Speech) felszerelt változat. Külsőleg csak a farokantenna nagyobb és hegyesebb mint a korábbi változatok. 67 db-ot alakítottak át, beleértve a HAS.3SGM és HAS.3SICE változatokat is.                                            |
| - Super Lynx Mk.99  | (1989) A Dél-Koreai haditengerészet Super Linx változata Seaspray 3 radarral, merülő szonárral és infravörös kereső rendszerrel (FLIR). 12 db épült. Korszerűsített változata a Super Linx Mk.99A, melyből további 13 db készült.                                       |
| - Lynx HAS.3SGM     | (1990) Öbölháborús változat, sivatagi éghajlatra felkészített hűtőrendszerrel és kódolt jeltovábbítással korszerűsített avionikával felszerelt változat 13 db HAS.3GM, és további 4 HAS.3S változatot alakítottak át.                                                   |
| - Lynx HMA.8        | (1991) A HAS.3-on alapuló korszerűsített változat Gem 42-200 hajtóművekkel és az AH.7 nagyobb farokrotorjával. |
| - Lynx HAS.3SICE    | (1993) Arktikus változat, az HMS Endurance jégtörő és kutatóhajón való használathoz. 2 db-ot alakították át kódolt jeltovábbítással korszerűsített avionikával, a másik két darabot már eleve így gyártották.                                                           |
| - SH-14D            | (1993) Korszerűsített változat a Holland Királyi Haditengerészet részére. Minden működőképes gépet felújítottak. |
| - Super Lynx Mk.95  | (1993) A Portugál Haditengerészet Super Lynx változata. 3 db új épült és 2 db HAS.3 változatok átalakításával. |
| - Super Lynx Mk.21a | (1996) A Super Lynx export változata a Brazil Haditengerészetnek, ahol az AH–11A jelzést kapták. |
| - Super Lynx Mk.88A | (1999) Új gyártású Super Lynx 100 változat, és az Mk.88-ból átépített példányok. |
| - Super Lynx Mk.99A | (1999) A Dél-Koreai haditengerészet Super Lynx változata. |
| - Lynx HMA.8 (DSP)  | (2000) Az alap HMA.8 változat digitális jelfeldolgozó rendszerrel. |
| - AW Lynx változat  | (2001) a 2001 előtt épült gépvázakat még mint Westland Lynx jelölték. |

## Megrendelő és üzemeltető országok

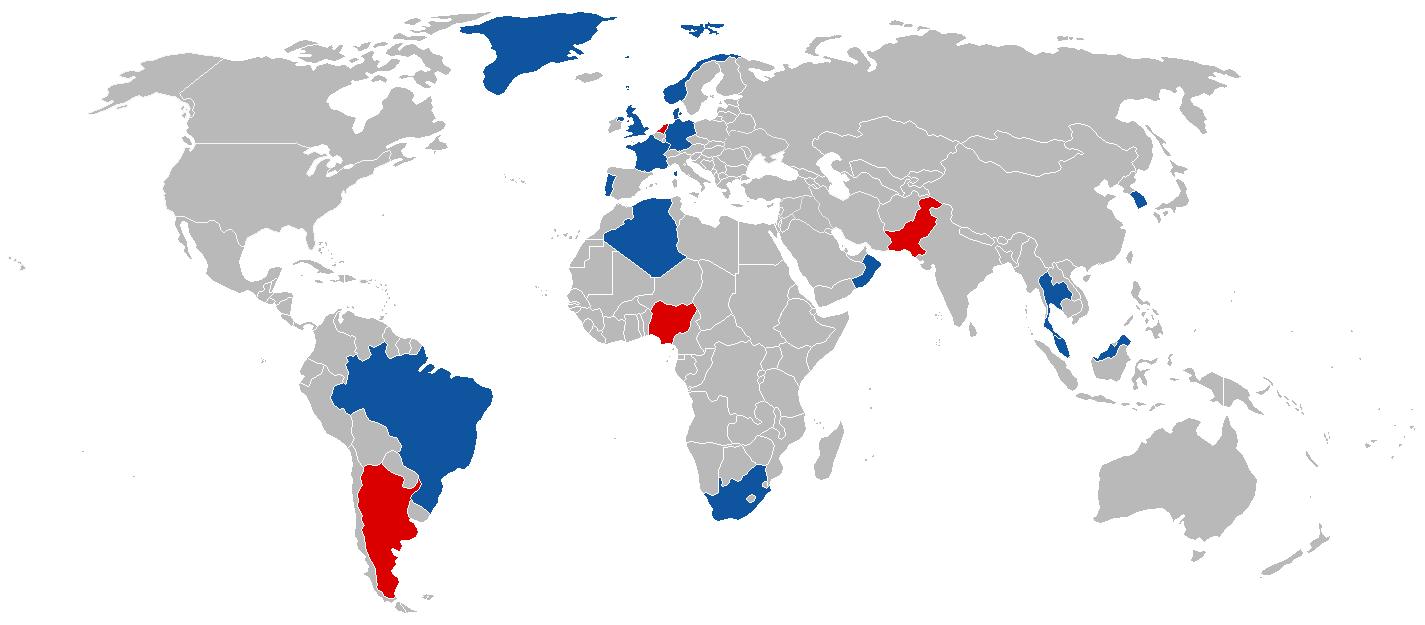
A Westland Lynxet alkalmazó országok

### Jelenlegi üzemeltetők

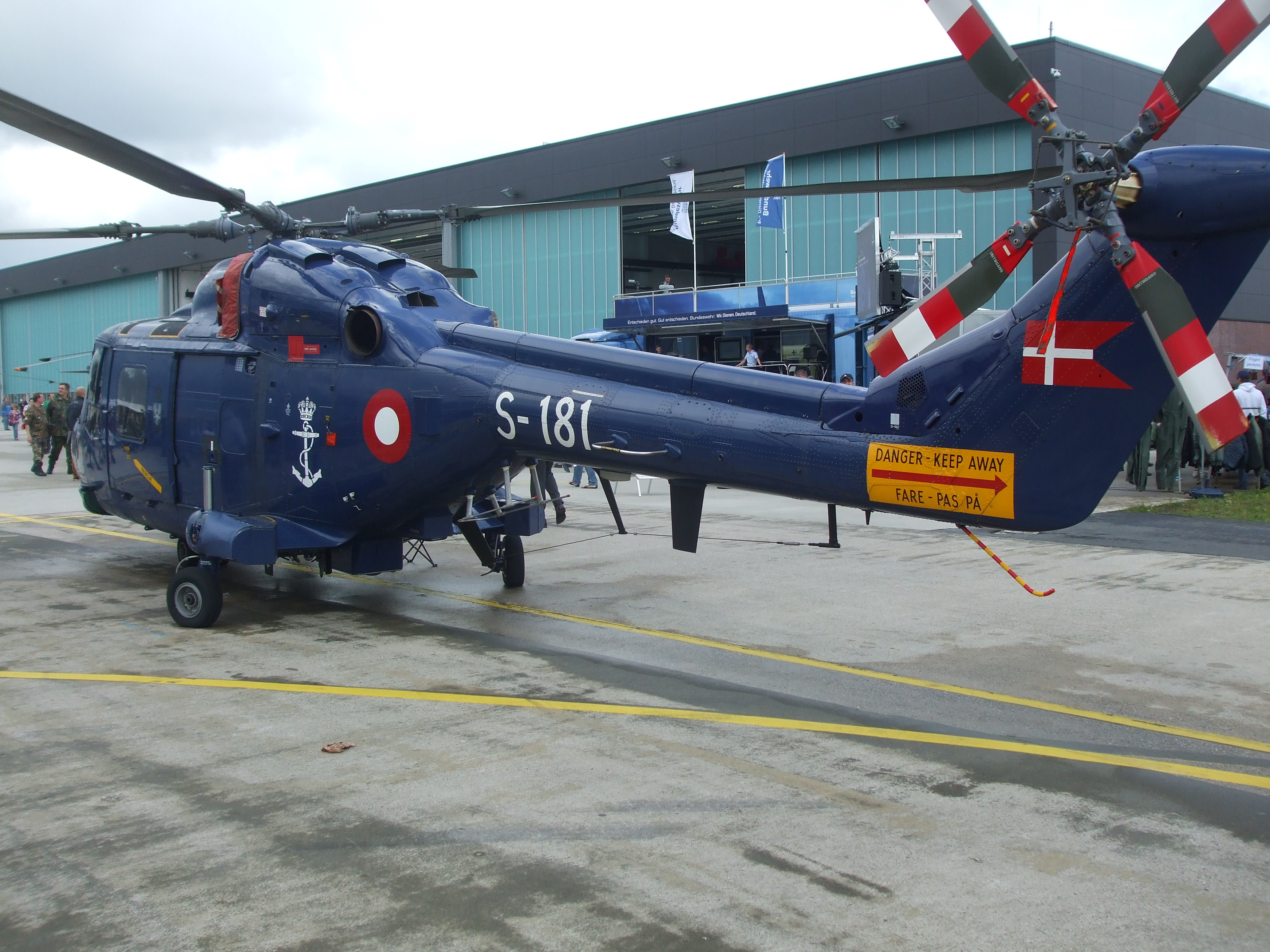
Dán Mk.90B (S-181)

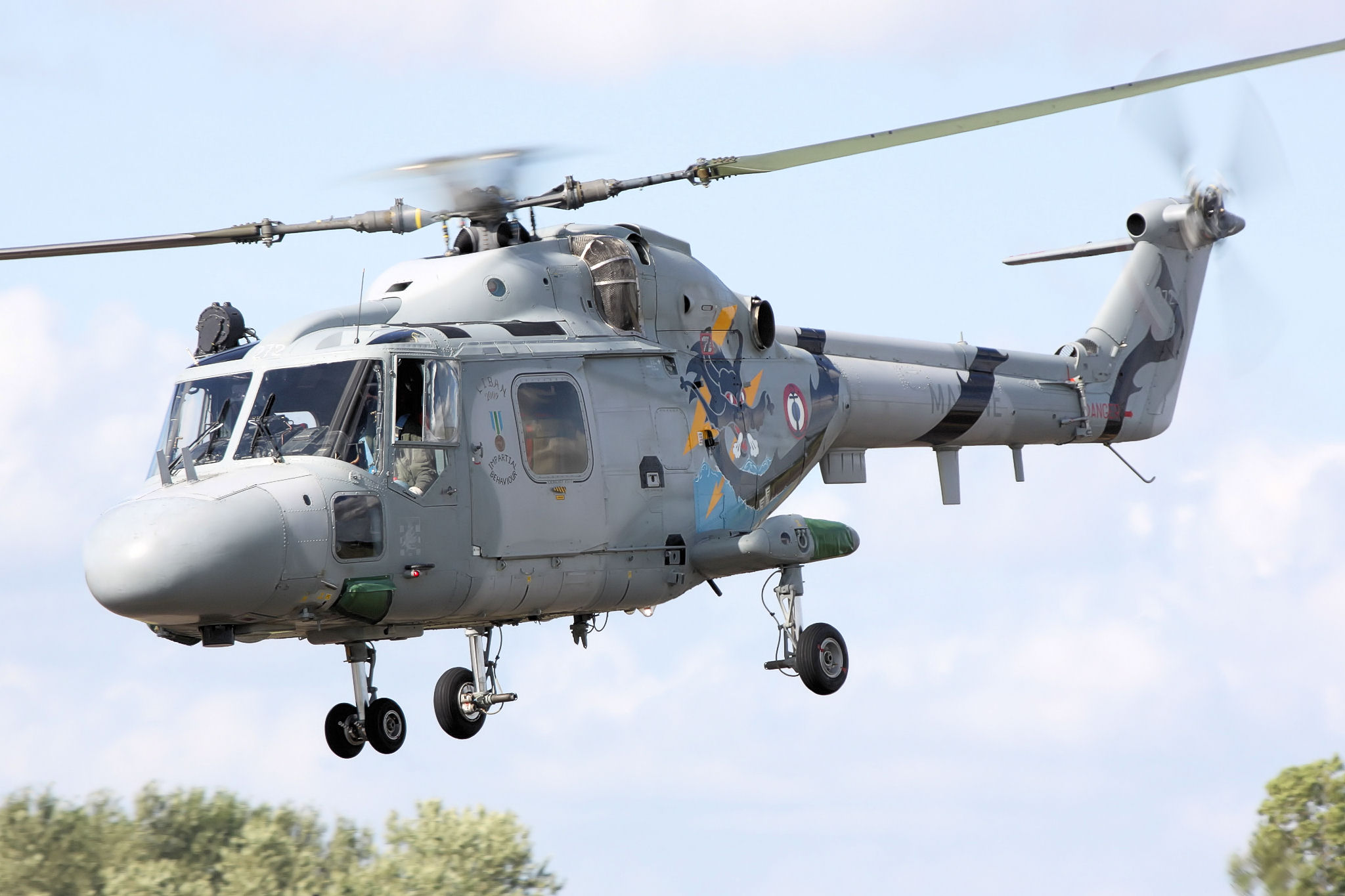
A Francia Flottalégierő Super Lynx helikoptere

Egyesült Királyság
- Brit Flottalégierő
- Brit Légihadtest (AAC)
- Brit Tengerészgyalogság
- Brit Védelmi Minisztérium (MoD)

 Brazília
- Brazil Haditengerészet

 Dánia
- Dán Királyi Haditengerészet

8 db Mk.80-as változat érkezett 1980-ban, majd 1987-ben egy az Argentínának szánt de visszatartott Mk.23-as földi kiképzési célokra. Később további 2 Mk.90-est kapott Dánia. 2000-ben 8 db 80-as változatot korszerűsítettek Mk.90B-re.
- Dán Királyi Légierő

2001 Január 11-én az összes Mk.90-es változatot átsorolták a légierő kötelékébe a Karup-i légibázisra.
 Dél-Korea
- Dél-Korea Haditengerészete

 Franciaország
- Francia Haditengerészeti Légierő

 Németország
- Német Haditengerészet

 Nigéria
- Nigériai Haditengerészet

 Norvégia
- Norvég Királyi Légierő

 Portugália
- Portugál Haditengerészet

### Korábbi üzemeltetők
Argentína
- Argentin Haditengerészet

1972-ben rendelt Argentína 2 db Mk.23-as változatot, amik 1978-as megérkezésüktől a Falklandi háború végéig szolgáltak. Közvetlenül a háború kitörése előtt még 8 db-ot rendeltek az Mk.87 változatból, amit az embargó miatt már nem szállítottak le. A két korábbi helikopter mechanikai problémák miatt a földre kényszerült a háború során. Alkatrészpótlásuk az embargó miatt lehetetlenné vált, így 1985-ben leírták ezeket végleg.
 Hollandia
- Holland Haditengerészeti Légierő

 Katar
- Katari rendőrség

 Pakisztán
- Pakisztáni Haditengerészet

3 db korábban a Brit Királyi Haditengerészet kötelékébe tartozó HAS.3 Lynx-et szállítottak le 1994-ben, melyeket eladásra kínáltak később.

### Kapcsolódó fejlesztés
- AW159 Wildcat
- Westland Wasp

### Hasonló helikopterek
- UH–1 Iroquois
- OH–58 Kiowa